# Галадаш (спортивний комплекс)
«Галадаш Спорткомплексум» (угор. Haladás Sportkomplexum) — багатофункціональний стадіон у місті Сомбатгей, Угорщина, домашня арена ФК «Галадаш».
Стадіон побудований протягом 2016—2017 років та відкритий 8 листопада 2017 року. Будівництво фінансувалося за рахунок державного бюджету.